# Desgranulación

El proceso de desgranulación en un mastocito. 1 - antígeno; 2 - IgE; 3 - FcεR1; 4 - mediadores preformados (histamina, proteasas, quimiocinas, heparina); 5 - gránulos; 6 - Mastocito; 7 - mediadores de nueva formación (prostaglandinas, leucotrienos, tromboxanos, factor activador de plaquetas)

La desgranulación o degranulación es un proceso celular que libera citotóxicos antimicrobianos u otras moléculas de vesículas secretoras llamadas gránulos que se encuentran dentro de algunas células. Lo utilizan varias células diferentes involucradas en el sistema inmunitario, incluidos los granulocitos (neutrófilos, basófilos y eosinófilos) y los mastocitos. También es empleado por ciertos linfocitos como las células asesinas naturales (NK) y las células T citotóxicas, cuyo objetivo principal es destruir los microorganismos invasores.

## Mastocitos
Los antígenos interactúan con moléculas de IgE ya unidas a receptores Fc de alta afinidad en la superficie de los mastocitos para inducir la desgranulación, mediante la activación de tirosina quinasas dentro de la célula. El mastocito libera una mezcla de compuestos, que incluyen histamina, proteoglicanos, serotonina y serina proteasas de sus gránulos citoplasmáticos.

## Eosinófilos
En un mecanismo similar, los eosinófilos activados liberan mediadores preformados como la proteína básica principal y enzimas como la peroxidasa, luego de la interacción entre sus receptores Fc y las moléculas de IgE que se unen a parásitos grandes como los helmintos.

## Neutrófilos
Existen cuatro tipos de gránulos en los neutrófilos que muestran diferencias en contenido y regulación. Las vesículas secretoras son las que más probabilidades tienen de liberar su contenido por desgranulación, seguidas de los gránulos de gelatinasa, los gránulos específicos y los gránulos azurófilos.

## Células T citotóxicas y células NK
Las células T citotóxicas y las células NK liberan moléculas como perforina y granzimas mediante un proceso de exocitosis dirigida para destruir las células diana infectadas.